# Dommartin-sous-Amance
Dommartin-sous-Amance è un comune francese di 267 abitanti situato nel dipartimento della Meurthe e Mosella nella regione del Grand Est.

## Società

### Evoluzione demografica
Abitanti censiti